# 星・島
星・島 (スター・アイル、Star-Isle)は、武満徹が作曲したオーケストラのための作品である。

## 概要
1982年に早稲田大学は創立100周年を迎え、その100周年記念の委嘱作として作曲されたものである。初演は同年の10月21日に岩城宏之の指揮、早稲田大学交響楽団の演奏で行われた。
作品は「巣立ち行く若人」に献呈された。

## 編成
フルート3 (ピッコロ、アルト・フルート持ち替え)、オーボエ3 (イングリッシュホルン持ち替え)、クラリネット3 (小クラリネット、バスクラリネット持ち替え)、ファゴット2、コントラファゴット、ホルン4、コルネット、トランペット3、トロンボーン3、テューバ、パーカッション4 (トムトム5、サスペンデット・シンバル2、バスドラム、タムタム、アンティーク・シンバル、ヴィブラフォン、シロフォン)、ハープ2、チェレスタ、弦楽合奏

## 楽曲構成
楽曲には、早稲田のアルファベットから引き出された4つの音名、As-E-D-A(変イ-ホ-ニ-イ)がモチーフとして使用されている。その中には完全5度(ニ-イ)、増5度(変イ-ホ)が「主」と「影」の関係を結んで、陰影を施している。また2つの5度の音程の他、そこから生じる短2度も主要な要素となっている。
演奏時間は約8分。